# Barranco de Cocons

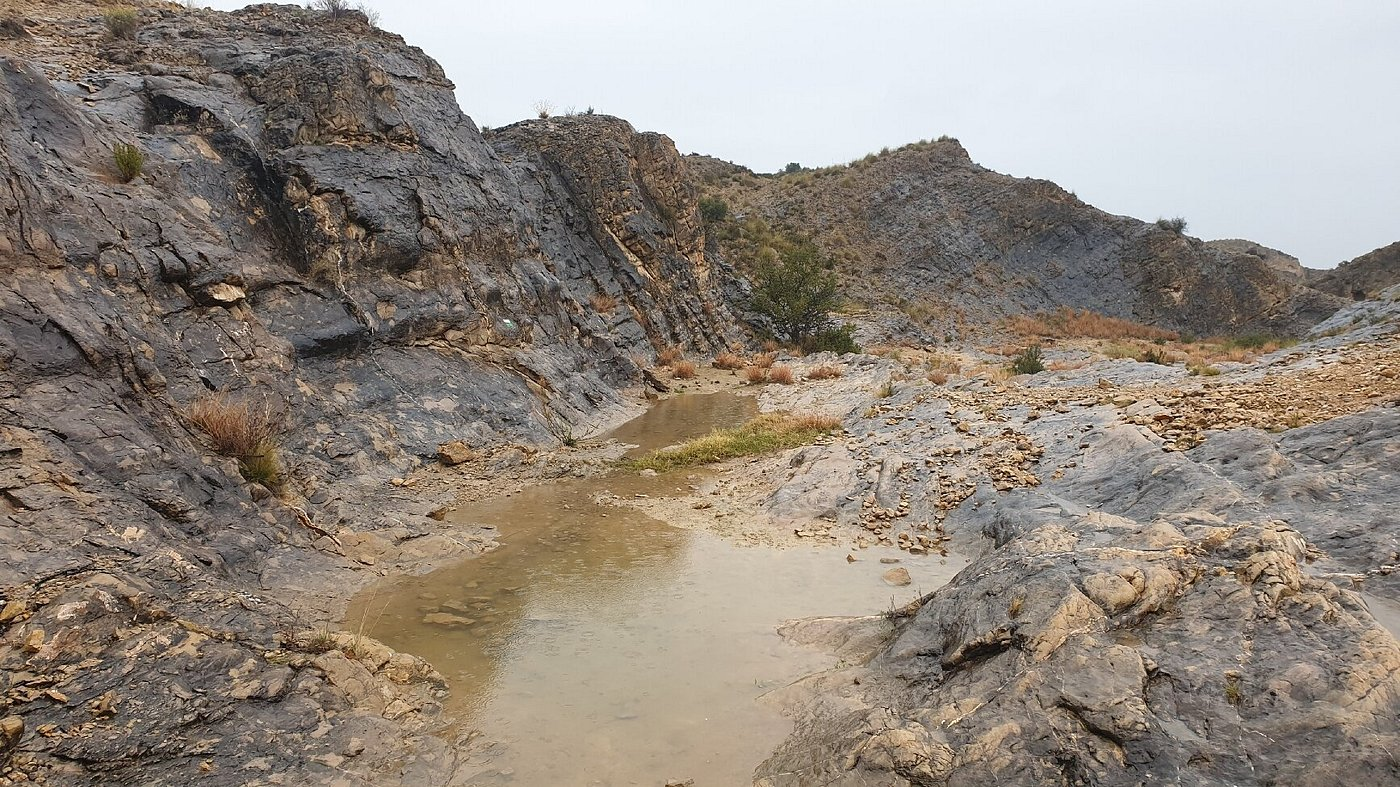
El barranco de Cocons mientras llueve

El barranco de Cocons, también conocido como río Seco, es un barranco situado entre los municipios de Muchamiel, Jijona y San Vicente del Raspeig, en la provincia de Alicante, España. Este cauce fluvial se encuentra en las estribaciones de la Sierra del Güendo, Sierra Pelada, Tossal Redó y el Bec de l'Àguila, formando parte del paraje natural municipal del Bec de l’Àguila. El nombre del barranco proviene de las pequeñas pozas naturales denominadas cocons (marmitas de gigante), formadas por la erosión del agua en la roca caliza.

## Geografía

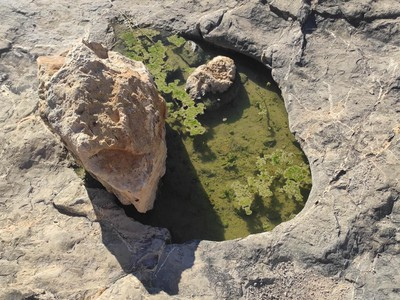
Cocó

El barranco de Cocons nace muy cerca del barranco del Infierno, en el término municipal de Jijona, aunque en Jijona sólo transcurre durante unos muy pocos metros, ya que en seguida entramos en el término municipal de San Vicente del Raspeig, en la zona del Valle del Sabinar. Aunque casi la totalidad del barranco se ubica en el término municipal de Muchamiel, y discurre entre la Sierra del Güendo, Sierra Pelada, Tossal Redó y el Bec de l'Àguila. Aguas abajo, se une al barranco del Juncaret, que desemboca en la playa de la Albufereta, en Alicante. El cauce serpentea entre formaciones geológicas de margas y conglomerados, con paredes verticales de hasta 8 metros de altura, donde anidan aves como el abejaruco (Merops apiaster) y el roquero solitario (Monticola solitarius).
En algunos tramos del barranco, el lecho calcáreo presenta diferentes saltos y pequeñas pozas o marmitas excavadas por el agua, conocidas localmente como cocons. Estas formaciones han sido utilizadas tradicionalmente por la fauna local y por pastores como fuentes de agua.

## Historia
Desde finales del siglo XIX hasta mediados del siglo XX, el barranco des Cocons fue un importante centro de extracción de ocre. Las minas de ocre, ubicadas principalmente en la Sierra Pelada, Tossal Redó y en los laterales del barranco, estuvieron operativas hasta la década de 1940. El ocre extraído, de tonalidad amarilla, se utilizaba como pigmento en cerámica, pintura y tintes, y se exportaba principalmente a Inglaterra. Las minas más destacadas fueron La Justa y La Felicidad, que en 1926 alcanzaron una producción conjunta de más de 3600 toneladas.
Actualmente, aún se pueden observar bocaminas, escombreras y restos de las infraestructuras mineras. Sin embargo, muchas de estas estructuras no están señalizadas ni protegidas, lo que representa un riesgo para los visitantes.

## Presa de Cocons
En el cauce del barranco se encuentra la presa de Cocons, construida tras la riada de 1997 que afectó a la zona de la Albufereta. Esta presa fue erigida para contener grandes avenidas de agua y evitar desastres aguas abajo. Aunque su capacidad es limitada, la presa también ha contribuido a la gestión del agua para la agricultura tradicional.

## Biodiversidad
El barranco de Cocons forma parte del paraje natural municipal del Bec de l’Àguila, declarado en 2022 por la Generalitat Valenciana. Este paraje de 467 hectáreas alberga una rica biodiversidad, incluyendo especies de flora como el palmito (Chamaerops humilis), el cantueso (Lavandula stoechas) y el tomillo alicantino (Thymus moroderi). En cuanto a la fauna, se pueden encontrar anfibios como la rana común (Pelophylax perezi), reptiles como el lagarto ocelado (Timon lepidus) y aves rapaces como el águila perdicera (Aquila fasciata). La zona ha sido declarada Zona de Especial Protección para las Aves (ZEPA) por la presencia de especies amenazadas.

## Uso recreativo
El barranco de Cocons es un destino popular para el senderismo. La ruta tiene una longitud de 6,2 km, una dificultad media y una duración aproximada de 2 horas y 20 minutos. El recorrido incluye tramos con desniveles que requieren precaución, especialmente en zonas donde el agua ha moldeado la roca caliza.
Se recomienda a los visitantes llevar calzado adecuado, protección solar y suficiente agua, debido a la escasa sombra y las altas temperaturas en verano. Además, es aconsejable informarse sobre las temporadas de caza y consultar el estado actual de los senderos antes de la visita.

## Conservación
El paraje natural municipal del Bec de l’Àguila, que incluye el barranco de Cocons, fue declarado en 2022 con el objetivo de proteger su biodiversidad y patrimonio natural. La gestión del paraje está a cargo del Ayuntamiento de Muchamiel. Sin embargo, la falta de señalización y mantenimiento en algunas áreas, así como la presencia de minas sin protección, representan desafíos para la conservación y seguridad de los visitantes.